# 武藤仁
武藤 仁（むとう ひとし、1951年 - ）は、日本の玩具開発者で、実業家。株式会社トムクリエイト代表取締役社長。北海道豊浦町生まれ。

## 経歴

### 生い立ち
北海道豊浦町出身。子ども時代を有珠山や洞爺湖を抱く北海道・豊浦で過ごす。遊びは内浦湾でのイカダ遊び。大人になってもモノづくりから離れられず、キャラクター玩具（マスコミ玩具と呼ばれていた）のパイオニア、タカトクトイスに入社する。

### タカトクトイス時代
企画開発責任者として電子ゲーム幻の名作「ネコドンドン」および「ゲームロボット九」を開発。「ゲームロボット九」は1981年に発売され、3年間で100万個を売り上げる大ヒットを記録した。発売から24年後の2005年に復刻版が出るほど根強いファンも多い。

### タカトクトイス事業停止から独立へ
タカトクトイスが1984年に事業停止となったことを受け、満を持して独立。ロボット物の玩具やLCDゲームの名作をつくった腕を買われて、バンダイなどが発売元となるキャラクター物のゲームソフト企画を託される。その後、1989年（平成元年）にトムクリエイトを設立して、現在に至る。トムクリエイトの社名の由来は自身のニックネームから。